# Batuque (Brésil)
Pour les articles homonymes, voir Batuque.
Genres dérivés
matchiche, maracatu, coco et samba de roda
Le batuque est un nom générique désignant certaines danses afro-brésiliennes accompagnées de percussions et, parfois, de chants.
Des exemples de batuque sont le maracatu nação (pt), le coco et la samba de roda.

## Caractéristiques

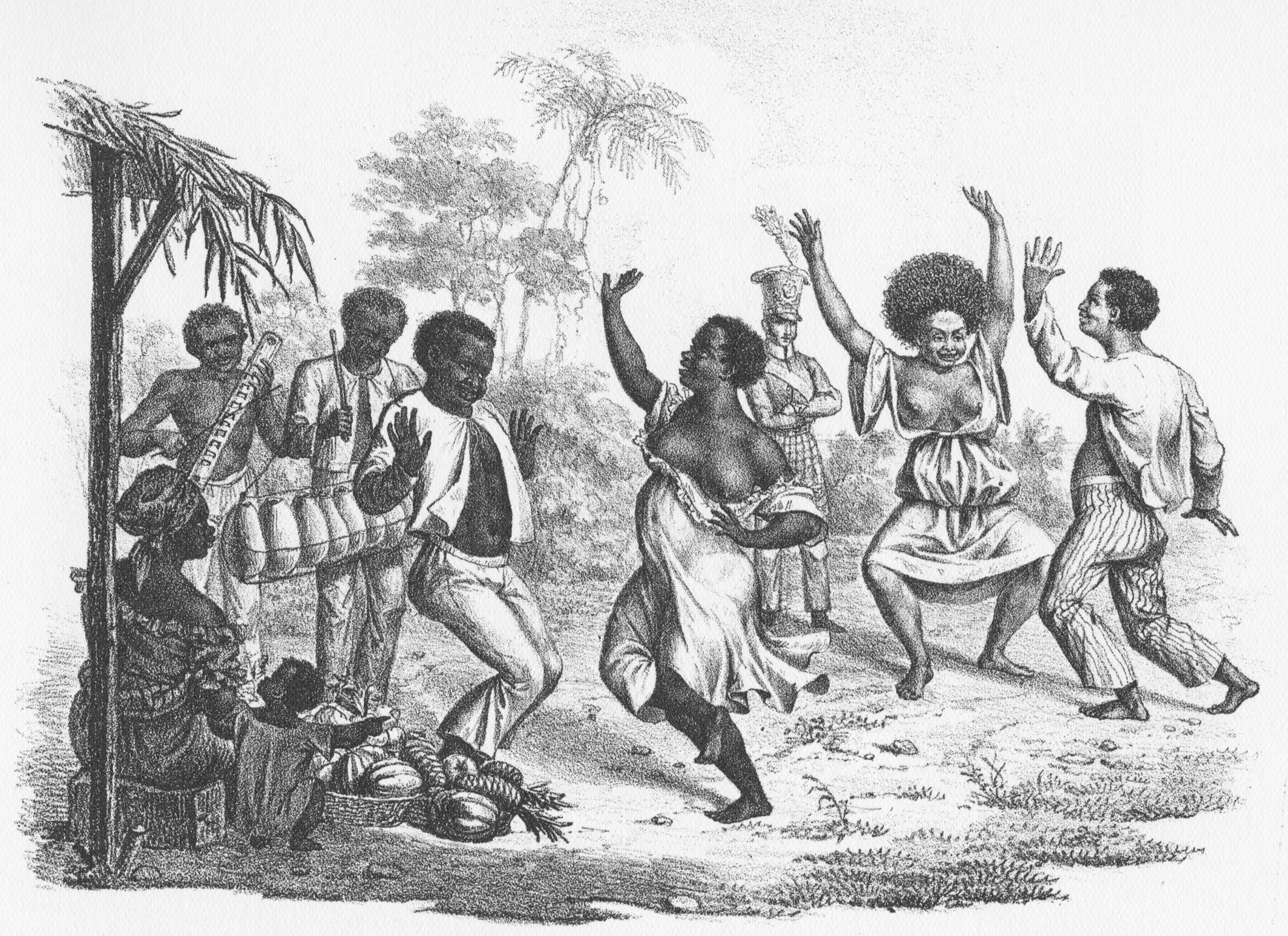
Batuque à São Paulo, gravure de (1823-1831).

Les événements de la vie quotidienne, tels que les naissances, les décès, les plantations, les récoltes, les victoires et les manifestations de la nature, étaient célébrés en communauté avec des danses et de la musique au moyen d'instruments de percussion. Autrefois, leur utilisation étaient aussi un précieux moyen de communication entre les guerriers et entre le divin et le profane.
Les batuques étaient exécutées par les esclaves lors des jours de fêtes comme celles des saints et des célébrations liées aux familles des propriétaires d'esclaves, après la journée de travail à la ferme ou les nuits du samedi et du dimanche, dans les cours de ferme, et c'était à ces occasions que les voyageurs les observaient et les enregistraient par la suite.